# Mónica Agudelo
Mónica Agudelo (Bogotá, 1956 — Bogotá, 29 de janeiro de 2012) foi uma dramaturgo, roteirista, periodista e escritora colombiana.

## Filmografia
- Qué bonito amor
- Retrato de una mujer
- Amor sincero
- La hija del mariachi
- Lo que es el amor
- La madre
- La costeña y el cachaco
- Todo por amor
- Hombres
- Eternamente Manuela
- Señora Isabel
- Sangre de lobos
- Amor amor
- Mirada de mujer
- La maldición del paraíso
- Quieta Margarita
- Mariana de noche